# Hastein

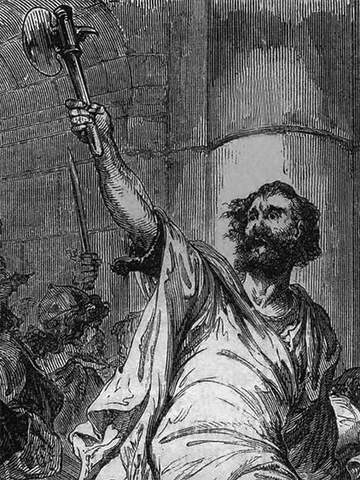
Hastein bij een aanval op Luna (Italië) in 859.

Hastein (ook bekend als Haesten, Hæsten, Hæstenn of Hæsting, alias Alsting, 856 – 895) was een vooraanstaand Deens Vikingaanvoerder. Over een periode van zo'n veertig jaar liet Hastein een spoor van verwoesting achter in Frankrijk, de Nederlanden, het Middellandse Zeegebied en Engeland. Hij wordt ook geïdentificeerd met de edelman Hasting die een tijd de Kanaaleilanden bezette.

## Biografie
Hoewel hij zeker een Deen was (zoals de meerderheid van de Vikingen), is er weinig bekend over Hasteins vroege leven. Volgens een bepaalde traditie was hij de zoon van een boer, maar het is waarschijnlijker dat hij tot de kringen van de stamhoofden behoorde. 
Volgens de Normandische schrijver Willem van Jumièges begon Hastein zijn loopbaan als raadgever van een zeekoning, Björn Järnsida, die door zijn vader, de semilegendarische Viking Ragnar Lodbrok, verbannen zou zijn. Hastein wordt nooit als koning beschreven en het feit dat hij geen koninklijke bloed bezat, zou kunnen verklaren waarom hij ondanks al zijn successen nooit een poging heeft gedaan om een eigen koninkrijk te stichten en zijn hele loopbaan lang bleef plunderen.

### Vroege plundertochten
Hasteins vroegste acties vonden tussen 856-859 plaats in West-Francië. Aan de zijde van Björn Järnsida voer hij de Seine op en plunderde de kloosters van Saint-Quentin, Saint-Éloi, de koninklijke abdij van Saint-Denis en ten slotte Sainte Geneviève in Parijs.
Hastein kwam het eerst als leider naar voren toen hij in de jaren 859 - 862, samen met Björn Järnsida, een vloot van tweeënzestig schepen leidde op een plunderexpeditie in het westelijke Middellandse Zeegebied. Tot de talloze plaatsen die werden aangevallen behoorden Algeciras en Pamplona in Spanje, Al Hoceima in Marokko, Narbonne, Nîmes, Valence (bijna 200 km landinwaarts via de Rhône) en Arles in Frankrijk en Pisa, Fiesole en Luna in Italië. Volgens verslagen werd de slavenmarkt van Dublin overspoeld met Moren die tijdens de expeditie waren gevangengenomen.
Hoewel zijn brutale plundertochten Hasteins reputatie als een grote aanvoerder vestigden, hadden de Vikingen overal felle weerstand ondervonden. Slechts twintig schepen van Hastein keerden terug naar huis. Na de expeditie gingen Björn en Hastein uit elkaar.

### Plundertochten langs de Loire
Kort na zijn aankomst bij de Loire trad Hastein als huurling in dienst van koning Salomon van Bretagne. In 866 hielp hij Salomon de Franken te verslaan in de slag bij Brissarthe (dicht bij Le Mans), waarin hij twee Frankische graven ombracht. Waarschijnlijk was hij ook leider van de overvallen op Bourges en Orléans, ongeveer in 867 en 868. De vrede bleef bewaard tot de lente van 872 wanneer de Vikingvloot Angers innam, dat leidde tot een belegering door de Frankische koning Karel de Kale. 
Hastein bleef in Loire tot 882, wanneer hij uiteindelijk wordt verbannen door Karel en zijn leger opnieuw vestigde ten noorden van de Seine. Daar bleef hij tot de Franken Parijs belegerden en zijn territorium in Picardië werd bedreigd. Het was op dit punt dat hij een van de vele bedreven Vikingen was die naar Engeland keek voor rijkdom en plundering.

### Hasteins leger in Engeland
Hastein stak eerst over van Boulogne naar Engeland in 892 en leidde een van de twee grote compagnies. Zijn leger, de kleinste van de twee, landde in 80 schepen en nam het vorstelijke dorp Milton in Kent, terwijl zijn bondgenoten in Appledore landden met 250 schepen.  Alfred de Grote positioneerde het leger van Wessex tussen hen om ze tegen te houden van een mogelijke vereniging. Het grotere leger poogde om te herenigen met Hastein na het plunderen van Hampshire en Berkshire in de lente van 893, maar werd verslagen in Farnham door een leger onder het commando van prins Euard, Alfred's zoon. De overlevenden reikten uiteindelijk Hastein's leger.
Het resultaat hiervan was dat Hastein het commando had over een formidabel Deens leger in zijn versterkte burcht in Essex, waar hij de manschappen en schepen combineerde van Appledore en Milton. Hij zette uit voor een plundering in Koninkrijk Mercia, maar terwijl het hoofdleger weg was, werd het garnizoen verslagen door militia van oost Wessex. De legers van Wessex veroverden het fort, samen met de schepen, buit, vrouwen en kinderen. Dit was een zware klap voor Hastein, die zijn vrouw en zoon had verloren aan het verlies van de slag bij Benfleet.
Onaangedaan door de nederlaag in Benfleet lanceerde hij een volgende plundertocht in de westelijke Midlands, maar opgejaagd door de Engelse en Welshe troepen werd hij ten slotte op een eiland in de rivier de Severn omsingeld. Hastein vocht zich naar buiten maar leed zware verliezen en trok zich terug in Shoeburyness. Wederom meldden zich Denen uit Koninkrijk East Anglia als versterking en in de herfst trok de Vikingleider voor de derde keer naar de Midlands. Deze keer veroverde hij Chester, maar de Engelsen ontdeden het omliggende platteland van alle voedsel. Met de winter voor de deur trok Hastein zich weer terug, nu naar Mercia. Alfred liet zijn gezin naar hem terugkeren, aangezien hij en de ealdorman Aethelred II de peetvaders van beide zonen waren. Zijn ruimhartige gebaar werd niet beantwoord.
In 894 voer Hastein de Theems op en bouwde een nieuw fort aan de rivier de Lea, ten noorden van Londen. Hij was echter gedwongen zijn schepen in 895 achter te laten toen Alfred een palissade bouwde om de rivier te blokkeren. Een volgende Deense plundertocht in het westen van de Midlands mislukte die zomer ook. Hoewel de Denen geen beslissende nederlaag leden, hadden de Engelsen hun de vrijheid om te plunderen ontzegd. Gefrustreerd brak het Deense leger op. Sommigen vestigden zich in Danelaw en anderen keerden terug naar Francia.
Hasteins uiteindelijke lot is niet bekend.  Hastein verdween uit de geschiedschrijving na 896.

## Fictieve representaties
Jarl Hastein is een terugkerend personage in Bernard Cornwells The Saxon Stories als voormalig bondgenoot en tegenstander van Uhtred van Bebbanburg. Jarl Hastein daagt ook op in de reeks The Strongbow Saga, geschreven door Judson Roberts. 